# 城北镇 (昭觉县)
城北镇，原为城北乡，是中华人民共和国四川省凉山彝族自治州昭觉县下辖的一个乡镇级行政单位。2021年1月12日，撤销城北乡、竹核乡和库依乡，设立城北镇。以原城北乡、新城镇拖都村、原库依乡依子村和原竹核乡莫洛村、瓦拖村所属行政区域为城北镇的行政区域。

## 行政区划
城北镇下辖以下地区：
谷都村、瓦尔村、洼古村、牛博村、瓦曲村和普提村。